# Raiven
Raiven, artistnamn för Sara Briški Cirman, född 26 april 1996, är en slovensk sångerska och kompositör som representerade Slovenien i Eurovision Song Contest 2024 med låten "Veronika".